# 2024年パリパラリンピックの東ティモール選手団
2024年パリパラリンピックの東ティモール選手団は、2024年8月28日から9月8日までフランスのパリで開催された2024年パリパラリンピック東ティモール選手団の名簿。

## 選手団
- 人員: 選手 1人
- 開会式旗手: テオフィロ・フレイタス

## 種目別選手・スタッフ名簿及び成績

### 陸上
| 選手                   | 種目          | 結果      | 順位 |
| ---------------------- | ------------- | --------- | ---- |
| テオフィロ・フレイタス | 男子400m T38  | 55秒18    | 7位  |
| テオフィロ・フレイタス | 男子1500m T38 | 4分30秒10 | 8位  |